# Midori Linux
Midori Linux – (dawniej Mobile Linux) dystrybucja Linuksa typu LiveCD stworzona przez Transmeta Corporation w 2001 r.
System został zaprojektowany z myślą o urządzeniach przenośnych (laptopy, notebooki, tablety, palmtop, webpady) i systemach wbudowanych (klastry obliczeniowe). 
Nazwa pochodzi od japońskiego słowa midori, co oznacza „zielony” . Nazwa nawiązuje do energooszczędnych rozwiązań zastosowanych w dystrybucji, takich jak: wsparcie dla energooszczędnego procesora Crusoe, brak dysku twardego, FlashROM zamiast dysku twardego, wykorzystanie karty pamięci FlashCard lub FlashROM do zapisywania zmian w systemie plików, wsparcie dla ACPI oraz funkcji suspend-to-ram. Zanim kod źródłowy dystrybucji został udostępniony, dystrybucja nosiła nazwę Mobile Linux.
Skompresowany, podstawowy system zajmował tylko 8 MB. Można rozszerzyć jego możliwości  za pomocą pakietów mlz. 

## Historia
Jedną z osób zaangażowanych w prace nad dystrybucją był Linus Torvalds, który pracował w tym czasie w Transmeta Corporation. Na potrzeby systemu stworzył on skompresowany system plików tylko-do-odczytu CramFS (przechowujący pliki w pamięci Flash) oraz wirtualny system plików RamFS (przechowujący pliki tymczasowe w pamięci RAM).